# Bedford

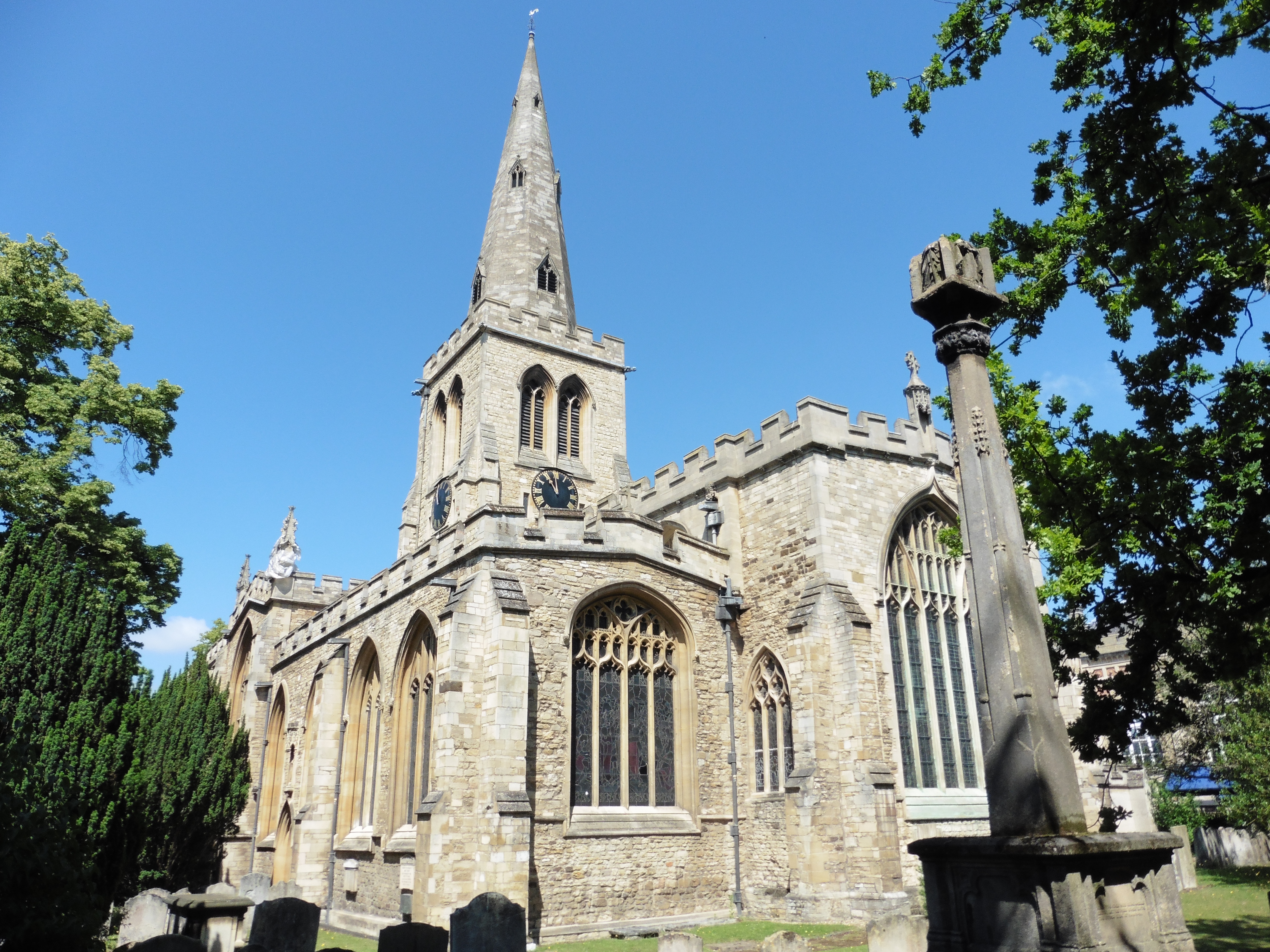
St Paul’s Church in Bedford

Die knapp über 100.000 Einwohner zählende Großstadt Bedford (englisch/keltisch für „Birkenfurt“) ist das Verwaltungszentrum des Borough of Bedford und die Hauptstadt der englischen Grafschaft (county) Bedfordshire.

## Lage und Klima
Die etwa 35 m hoch gelegene Siedlung Bedford wurde an einer Furt am Fluss Great Ouse gegründet; die heutige Stadt liegt ca. 80 km (Fahrtstrecke) nördlich von London, die Nordsee ist ca. 100 km (Luftlinie) entfernt. Das Klima ist eher kühl; Regen (ca. 600–800 mm/Jahr) fällt übers Jahr verteilt.

## Bevölkerung
| Jahr      | 2001   | 2011   | 2021   |
| Einwohner | 82.467 | 87.631 | 97.241 |

Das deutliche Bevölkerungswachstum beruht im Wesentlichen auf dem Zuzug von Familien aus dem Umland sowie aus anderen Teilen des Commonwealth. Bedford hat überdies die meisten italienischen Einwanderer in Großbritannien; im Jahr 2000 hatten etwa 10 % der Bevölkerung italienische Vorfahren. Dies ist die Folge einer starken Gastarbeiter-Anwerbung in den frühen 1950er Jahren durch die London Brick Company in den südlichen Regionen Italiens.

## Geschichte
Bedford soll die Grabstätte von König Offa von Mercia (reg. 757–796) gewesen sein. Die Stadt erhielt im Jahr 1165 den Status eines Verwaltungsbezirks und ist seit 1265 im Parlament vertreten. Sie war die Heimat und das Gefängnis des englischen Schriftstellers John Bunyan (1628–1688), des Autors von Pilgrim’s Progress.

## Sehenswürdigkeiten
- Das Bedford Castle wurde von Heinrich I. erbaut; es wurde jedoch im Jahr 1224 nahezu völlig zerstört.
- Die St Paul’s Church stammt aus dem 13. Jahrhundert; sie wurde aber danach häufig verändert.
- Der Foster Hill Road Cemetery war der erste städtische Friedhof Bedfords und enthält zahlreiche historische Grabmale.

## Städtepartnerschaften
- Bamberg, Deutschland
- Włocławek, Polen
- Arezzo, Italien
- Rovigo, Italien

## Söhne und Töchter
- John Heckewelder (1743–1823), Missionar und Ethnologe
- Frederick Gustavus Burnaby (1842–1885), Militär, Reisender und Schriftsteller
- Henry Robert Rose (1854–1911), Organist
- John Holland Rose (1855–1942), Neuzeithistoriker
- Apsley Cherry-Garrard (1886–1959), Polarforscher
- Harold Abrahams (1899–1978), Leichtathlet
- Howard Hayes Scullard (1903–1983), Althistoriker
- John Le Mesurier (1912–1983), Schauspieler
- Trevor Huddleston (1913–1998), anglikanischer Erzbischof
- Ronnie Barker (1929–2005), Schauspieler
- William Richmond Postle Bourne (1930–2021), Ornithologe
- Jose Harris (1941–2023), Historikerin
- Priscilla Welch, geborene Mayes (* 1944), Marathonläuferin
- David Peach (* 1951), Fußballspieler
- Brian Brinkley (* 1953), Schwimmer
- Pat Symonds (* 1953), Motorsportingenieur und -manager
- Diane James (* 1959), Politikerin
- Jacqueline Boatswain (* 1962), Schauspielerin
- Susan Parry (* 1963), Altistin
- Matt Skelton (* 1967), Schwergewichtsboxer
- Dave Maric (* 1970), Komponist und Musiker
- Jonathan Stroud (* 1970), Schriftsteller
- Carolyn Sampson (* 1974), Sängerin
- Rachel Nicholls (* 1975), Sopranistin
- Kelvin Davis (* 1976), Fußballspieler
- Gail Emms (* 1977), Badmintonspielerin
- Garry Monk (* 1979), Fußballspieler
- Andy Johnson (* 1981), Fußballspieler
- Calum Davenport (* 1983), Fußballspieler
- Nick Tandy (* 1984), Autorennfahrer
- Jason Moore (* 1988), Rennfahrer
- Tom Grennan (* 1995), Musiker
- Rowan Coultas (* 1997), Snowboarder
- James MacKinlay (* 2000), Tennisspieler
- Ethan Vernon (* 2000), Radrennfahrer
- Oliver Knight (* 2001), Radrennfahrer